# Festuca panda
Festuca panda är en gräsart som beskrevs av Jason Richard Swallen. Festuca panda ingår i släktet svinglar, och familjen gräs. Inga underarter finns listade i Catalogue of Life.